# أنظمة الانتخاب التقليدية

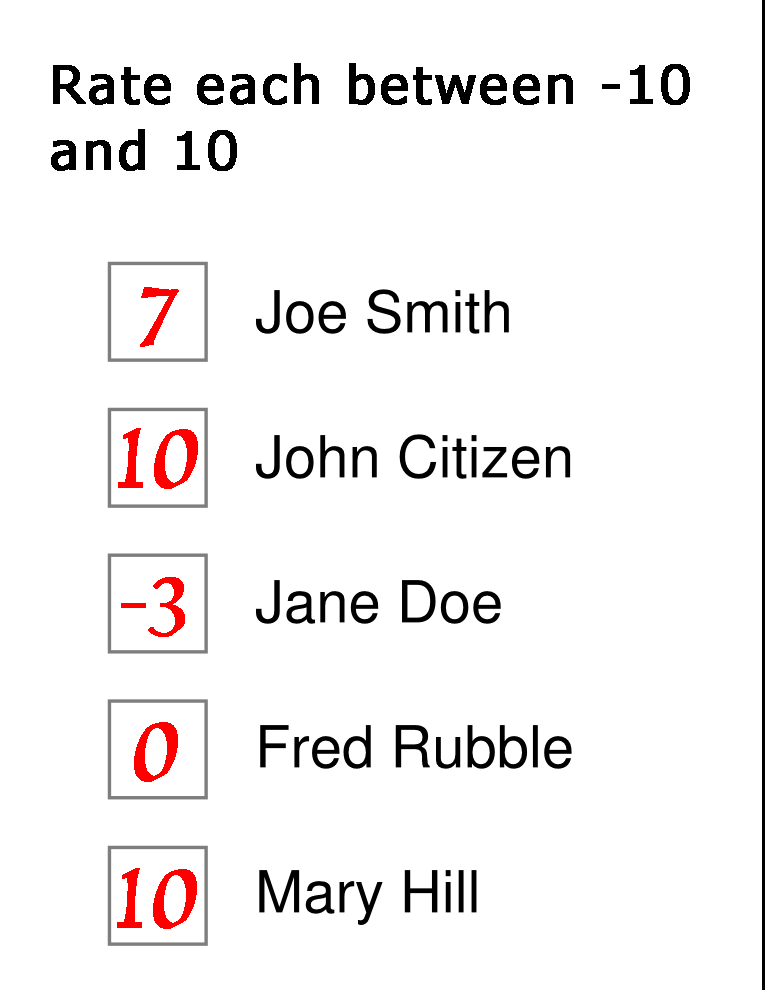
نظام الانتخاب بالتقييم

أنظمة الانتخاب التقليدية (بالإنجليزية: Cardinal voting systems)‏ هي الأنظمة الانتخابية التي تسمح للناخب أن يعطي كل مرشح تصنيفًا مستقلاً أو درجة من بين مستويين على الأقل للموافقة. وبالإضافة إلى أنظمة الانتخاب الترتيبية (وتعرف أيضًا بأنظمة الانتخاب المصنفة)، يوجد فرعان رئيسيان من أنظمة الانتخاب الحديثة للمنافسة مع أنظمة انتخابات الأكثرية النسبية البسيطة والمهيبة[بحاجة لدقة أكثر].
ويعد التصويت بالموافقة أبسط الأنظمة التقليدية الممكنة، وهو يسمح فقط بالدرجتين «موافق عليه» أو «غير موافق عليه». وتتضمن الأنظمة التقليدية الأخرى التصويت بالنطاق، والذي تكون التقييمات خلاله عددية، والمرشح الذي يحصل على أعلى متوسط تقييم يفوز؛ وحكم الأغلبية، حيث تكون التقييمات به درجات لفظية والمرشح الذي يحصل على أعلى درجة متوسطة يفوز.
ومن النتائج الأساسية لنظرية الخيار الاجتماعي (دراسة أنظمة الانتخاب) نظرية استحالة السهم، والتي تنص على أنه لا يمكن لأي نظام التوافق مع كل ما يوجد في مجموعة بسيطة من المعايير المرغوب فيها. ومع ذلك، فإنه نظرًا لأن أحد هذه المعايير (ويسمى "الشمولية") يتطلب ضمنًا أن يكون النظام ترتيبيًا، وليس تقليديًا، فقد جادل البعض بأن نظرية السهم لا تنطبق على النظم التقليدية. وتستند هذه الحجج على فكرة أن الكاردينالية أكثر تفضيلاً في الواقع مقارنة بتمرير معيار شمولية السهم. ومع ذلك، يجادل آخرون قائلين إن هذا ليس صحيحًا، لأن المقارنات بين الأشخاص بالمقاييس التقليدية، على سبيل المثال، مستحيلة. وإذا كان هذا هو الحال، فإن الطرق التقليدية تفشل في الواقع في الهروب من نتيجة السهم. وعلى أي حال، فإن الأنظمة التقليدية تدخل ضمن نظرية جيبارد-ساترثويت، وبالتالي فإن أي نظام يجب أن يكون عرضة للتصويت التكتيكي في بعض الحالات.